# Kostel Narození Panny Marie (Turnov)
Římskokatolický kostel Narození Panny Marie v Turnově byl postaven v letech 1825 až 1853 jako jeden z prvních neogotických kostelů v Evropě. Mohutná trojlodní stavba s nedostavěnou věží, která se stala charakteristickou dominantou města, stojí na Mariánském náměstí v místech, kde předtím stával dřevěný kostel spolu s dominákánským založený patrně svatou Zdislavou a Havlem z Hutwice (Hruštice) později z Lemberka a Jablonného. Je chráněn jako kulturní památka České republiky.

## Historie
Původní dřevěný kostelík s klášterem dominikánů nechali po polovině 13. století postavit šlechtici z význačného rodu Markwarticů,(někdy též Markvarticů) Havel z  Hrutwice (později z Lemberka) se svou manželkou sv. Zdislavou.
Za husitských válek byl klášter i s kostelem vypálen (1423–1424?) a tamní mniši při požáru zahynuli. Obnovený chrám v letech 1550–1620 využívala Jednota bratrská, v roce 1643 opět vyhořel a následně byl opraven. Před zrušením za Josefa II. zachránila kostel přímluva dvorního knihovníka Fortunáta Durycha, který byl turnovským rodákem.
Špatný stav stavby, který byl důsledkem několika požárů, vedl Aehrenthaly jako nové majitele hruboskalského panství ve 20. letech 19. století k rozhodnutí o jeho zboření a nahrazení novým chrámem. S jeho stavbou bylo započato v roce 1825 podle projektu vídeňského architekta Martina Hausknechta, který zpočátku stavbu také vedl. Později vedení stavby převzal Karl Schramm a po něm Bernard Grueber.
Autorem mobiliáře z roku 1843 je architekt Josef Kranner.